# Antoni Angełłowicz
Antoni Angełłowicz (lub Angelowicz, ur. 13 kwietnia 1756, zm. 9 sierpnia 1814 we Lwowie) – biskup katolicki obrządku greckokatolickiego, biskup przemyski (1796–1813), jednocześnie administrator diecezji chełmskiej (1804–1810), pierwszy greckokatolicki metropolita halicki, arcybiskup lwowski i biskup kamieniecki (1808–1814), działacz oświatowy i polityczny, rektor Uniwersytetu Lwowskiego (1796–1797).

## Życiorys
Absolwent Barbareum, rektor seminarium duchownego we Lwowie, profesor dogmatyki, rektor Uniwersytetu Lwowskiego w latach 1796–1797.
Angelów, osada fabryczna należąca do metropolii greckokatolickiej założona została w 1810 przez niego.
Odznaczony Krzyżem Kawalerskim Orderu Leopolda. W 1807 mianowany tajnym radcą.